# Nyainrong
Nyainrong (Bản mẫu:BO; tiếng Trung: 聂荣县; bính âm: Nièróng Xiàn, Hán Việt: Niếp Vinh huyện) là một huyện của địa khu Nagqu (Na Khúc), khu tự trị Tây Tạng, Trung Quốc.

### Hành chính
| Tên      | Tiếng Tạng | Wylie       | Tiếng Hán | Bính âm           | Hán Việt        |
| -------- | ---------- | ----------- | --------- | ----------------- | --------------- |
| Tagdzong | ལྟག་རྫོང      | ltag rdzong | 大众镇    | Dàzhòng Zhēn      | Đại Chúng trấn  |
| Serchen  | གསེར་ཆེན     | gser chen   | 色庆乡    | Sèqìng Xiàng      | Sắc Khánh hương |
| Nyima    | ཉི་མ        | nyi ma      | 尼玛乡    | Nímǎ Xiàng        | Ni Mã hương     |
| Damxung  | འདམ་གཤུང    | 'dam gshung | 当木江乡  | Dāngmùjiāng Xiàng | Đang Mộc Giang  |
| Thradam  | ཁྲ་འདམ      | khra 'dam   | 查当乡    | Chádāng Xiàng     | Tra Đang hương  |
| Throlung | ཁྲོ་ལུང       | khro lung   | 桑荣乡    | Sāngróng Xiàng    | Tang Vinh hương |
| Shagchu  | ཤག་ཆུ       | shag chu    | 下曲乡    | Xiàqǔ Xiàng       | Hạ Khúc hương   |
| Beshung  | བེ་གཞུང      | be gzhung   | 白雄乡    | Báixióng Xiàng    | Bạch Hùng hương |
| Sogshung | སོག་གཞུང     | sog gzhung  | 索雄乡    | Suǒxióng Xiàng    | Tác Hùng hương  |
| Yuchog   | གཡུ་མཆོག     | g.yu mchog  | 永曲乡    | Yǒngqǔ Xiàng      | Vĩnh Khúc hương |